# Daiki Hattori
Daiki Hattori (服部 大樹 Hattori Daiki?), född 17 oktober 1987 i Aichi prefektur, är en japansk fotbollsspelare.
Hattori började sin karriär 2010 i YSCC Yokohama. Han spelade 108 ligamatcher för klubben. Han avslutade karriären 2015.